# 葛荟婕
葛荟婕（1987年2月22日—），汉族，中国女模特。身高177cm的她，因获得2004年法国皮尔卡丹国际模特大赛亚军而备受瞩目，晋升国际名模之列。2016年7月因涉毒被警方行政拘留。

## 主要经历
- 1987年 出生于浙江省金华市一个普通工人家庭；
- 2002年 获纳爱斯杯十佳模特称号；
- 2004年 荣获法国皮尔卡丹国际模特大赛总决赛亚军。
- 2014年 参加江苏卫视真人秀栏目《花样年华第二季》[1][2][3][4]。

与歌手汪峰育有一女，后分手。

## 事件
2016年7月，葛荟婕在某医院就医时涉嫌寻衅滋事，经医院报警后，葛荟婕被警方检出涉嫌吸毒，后被行政拘留。